# Noël Parfait
Pour les articles homonymes, voir Parfait et Noël.
Noël Parfait, né le 28 novembre 1813 à Chartres (Eure-et-Loir) et mort le 19 novembre 1896 à Paris, est un écrivain et homme politique français.

## Biographie

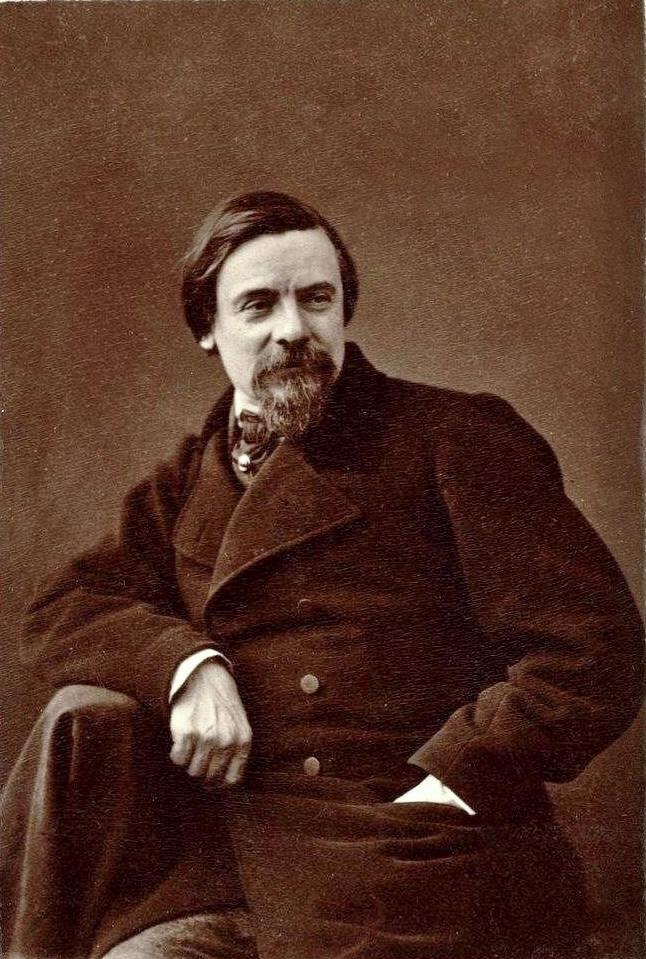
Noël Parfait par Nadar.

Fils de Charles Étienne Parfait et de Marie Catherine Gautier, fabricants et marchands de bas à l'enseigne "Au Chat qui fume" à Chartres 20 rue de la Pie, Noël Parfait naît au domicile de ses parents, mis au monde par Louise Hetzel, sage-femme, mère de l'éditeur Pierre-Jules Hetzel.
Après le collège de Chartres, Noël Parfait est étudiant à Paris et prend une part active à la Révolution de 1830. Il se range dans l'opposition à la Monarchie de Juillet et comparait trois fois devant les tribunaux pour ses pamphlets contre le régime, les philippiques (1832-1834).
En mai 1833, Noël Parfait publie L'aurore d'un beau jour : épisodes des 5 et 6 juin 1832, un appel à l'insurrection qui le fera condamner à deux ans de prison et 500 francs d'amende.
Journaliste à La Presse en 1836, il y rédige pendant cinq ans le feuilleton dramatique avec Théophile Gautier, collaborant également au Siècle et au National. En 1844, Honoré de Balzac lui apporte le manuscrit des Paysans pour une éventuelle publication dans La Presse, car il est chargé de lire les manuscrits avant leur publication ou non dans le journal. Noël Parfait s'enthousiasme pour l’œuvre et obtient du directeur littéraire Alexandre Dujarrier son accord de publication du roman.
En 1848, il est commissaire du gouvernement provisoire à Chartres, et élu député d'Eure-et-Loir de 1849 à 1851, siégeant à la Montagne.
Exilé après le coup d'État du 2 décembre 1851, il est accueilli à Bruxelles par Alexandre Dumas qui l'héberge chez lui, dans son hôtel particulier du 73, boulevard de Waterloo et en fait son secrétaire. Sa tâche consiste notamment à recopier les textes qu'Alexandre Dumas écrit en abondance et à recopier des livres que l'écrivain emprunte et dont il veut conserver le texte.
Noël Parfait corrige également les épreuves des livres de poésie de Victor Hugo, alors exilé à Guernesey, avec lequel il a une abondante correspondance.
Il rentre en France lors de l'amnistie de 1859 et collabore à plusieurs journaux, notamment Le Siècle. Il devient correcteur pour l'éditeur Michel Lévy et, à ce titre, échange une correspondance avec Gustave Flaubert au sujet de L'Éducation sentimentale, lui signalant des fautes de style.
Il est de nouveau élu député d'Eure-et-Loir en 1871 et le reste jusqu'en 1893, étant réélu en 1876, 1877, 1881, 1885 et 1889. Inscrit au groupe de la Gauche républicaine. Il est signataire du manifeste des 363 députés qui refusent la confiance au gouvernement de Broglie, le 16 mai 1877.
Atteint depuis plusieurs années d'anémie cérébrale, il meurt à Paris le 19 novembre 1896 et, après des obsèques en l'église Sainte-Clotilde, il est inhumé à Paris au cimetière du Père-Lachaise (55e division).

## Famille
Noël Parfait se marie à Chartres le 22 août 1836 avec Élisabeth Charlotte Dalloyau. De cette union naissent trois enfants :
- Jules Alfred, né en 1838 ;
- Paul Léon (1841-1881), journaliste et romancier, secrétaire d'Alexandre Dumas ;
- Marie Léonie (1850-1910), mariée en 1878 au peintre Eugène Baudouin (1842-1893).

Son épouse  meurt le 8 août 1899 en son domicile, à Paris, 25, boulevard du Montparnasse. Ses obsèques ont lieu le 10 août 1899 en l'église Notre-Dame-des-Champs.

## Œuvres

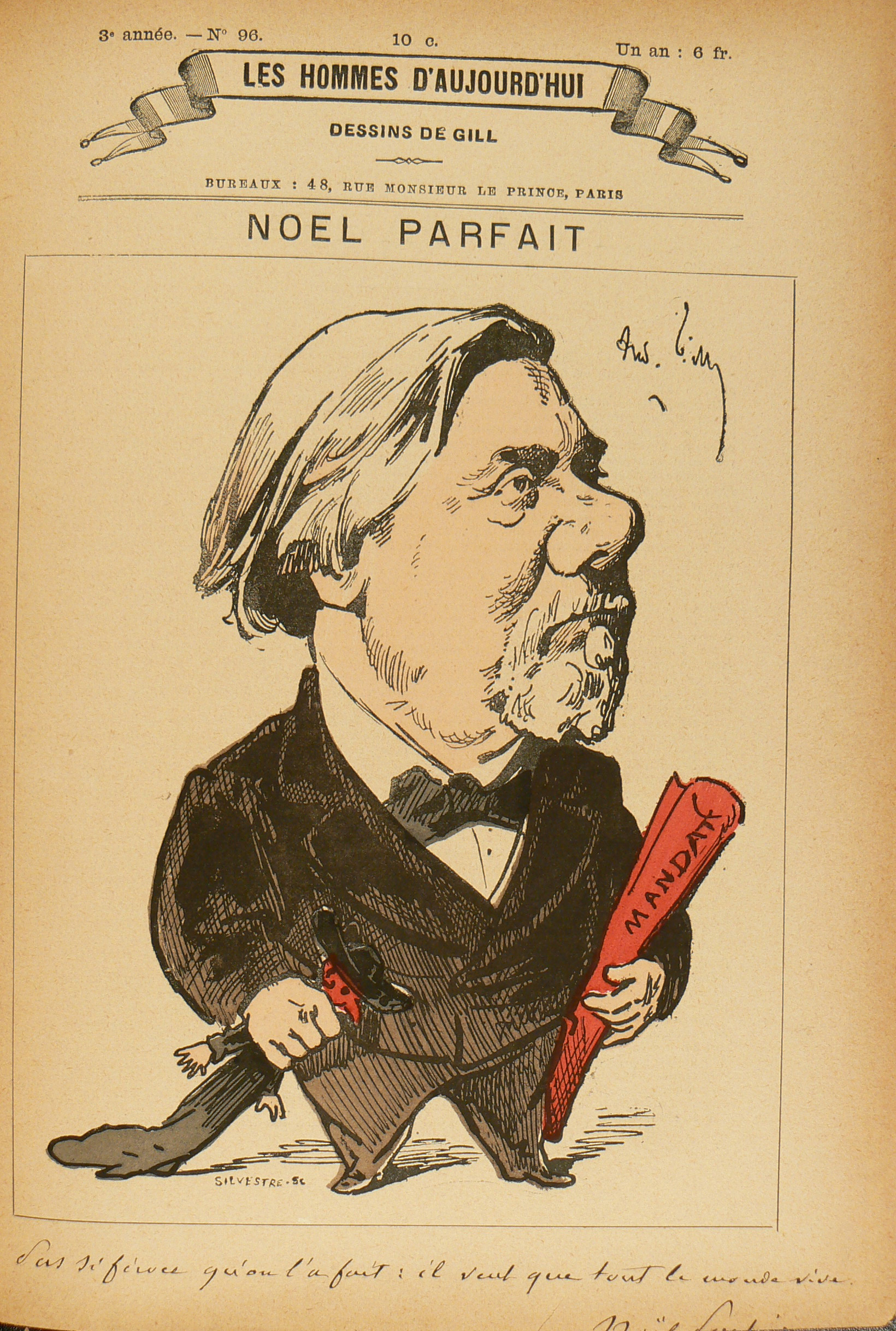
Caricature de Noël Parfait dans les Hommes d'aujourd'hui, vers 1881.
"Pas si féroce qu'on l'a fait : il veut que tout le monde vive."
Noël Parfait.

- Les philippiques contre Louis-Philippe, Roi des Français, 1832-1834 :
  - Au roi : première philippique[9]
  - Au peuple : deuxième philippique[10]
  - Aux Ministres : troisième philippique[11]
  - Aux Chambres : quatrième philippique[12]
- L'aurore d'un beau jour : épisodes des 5 et 6 juin 1832[13], mai 1933 ;
- Avec Charles Lafont, Un français en Sibérie, Théâtre de l'Ambigu, Paris, 1843[14] ;
- Avec Théophile Gautier, La Juive de Constantine, Paris, Marchant, 1846 (lire sur Wikisource), p. 1-27
- Notice biographique sur A.-F. Sergent, graveur en taille-douce, député de Paris à la Convention nationale, 1848[15] ;
- Poèmes La Beauceronne : La fleur du tombeau, Paris, Impr. de Beaulé et Maignand, 1849 (lire sur Wikisource), p. 1-4[16] ;
- Les républicaines : invocation à la liberté, prière du soir, paroles de M. Noël Parfait, poème, 1849[17]
- Paroles de Noël Parfait à ses concitoyens. Troisième série. 1881-1885, septembre 1885 : recueil de vingt discours écrits à l'occasion de divers évènements dans la première circonscription d'Eure-et-Loir (lire sur Gallica).
- Le général Marceau : Sa vie civile et sa vie militaire, Paris, Calmann Lévy, 1893[18].

## Sources
- « Parfait (Noël) », dans Adolphe Robert et Gaston Cougny, Dictionnaire des parlementaires français, t. IV, Edgar Bourloton, 1889 [détail de l’édition] (lire en ligne), p. 547 ;
- « Noël Parfait », dans le Dictionnaire des parlementaires français (1889-1940), sous la direction de Jean Jolly, PUF, 1960 [détail de l’édition]
- Les papiers personnels de Noël Parfait sont conservés aux Archives nationales sous la cote 282AP [lire en ligne].

## Hommages
- Le photographe Nadar publie en 1910 une série de portraits.

Noël Parfait par Nadar
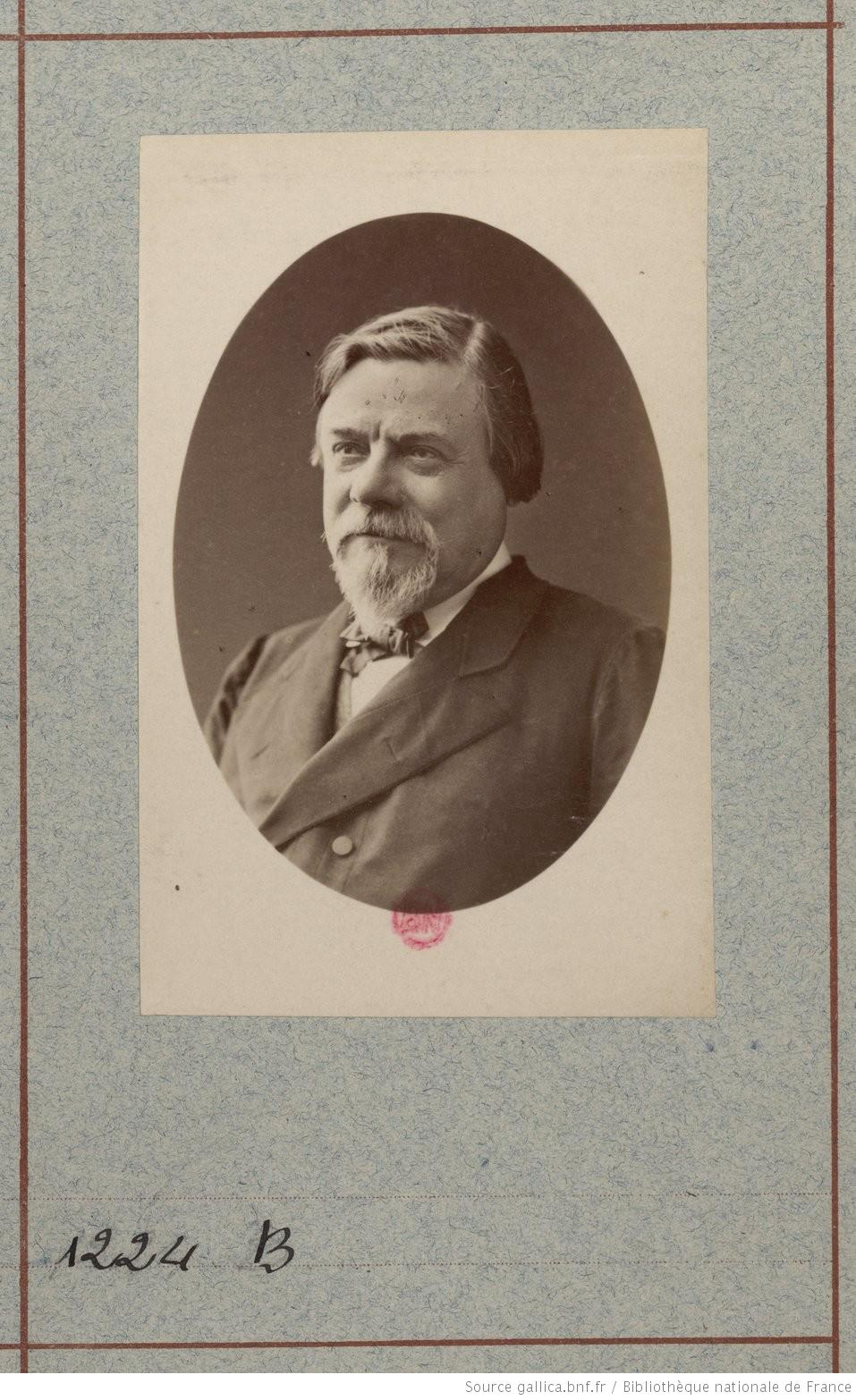
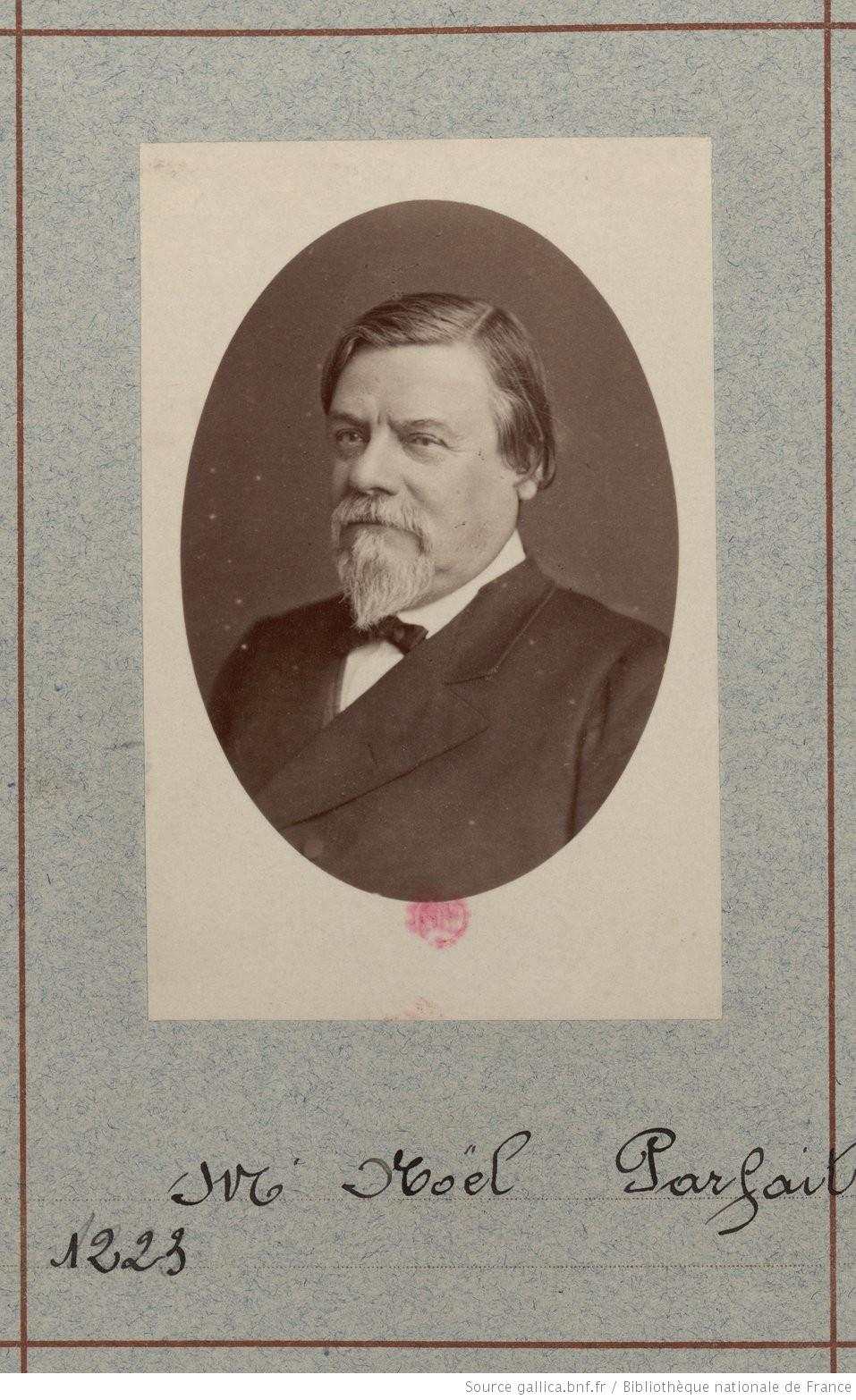
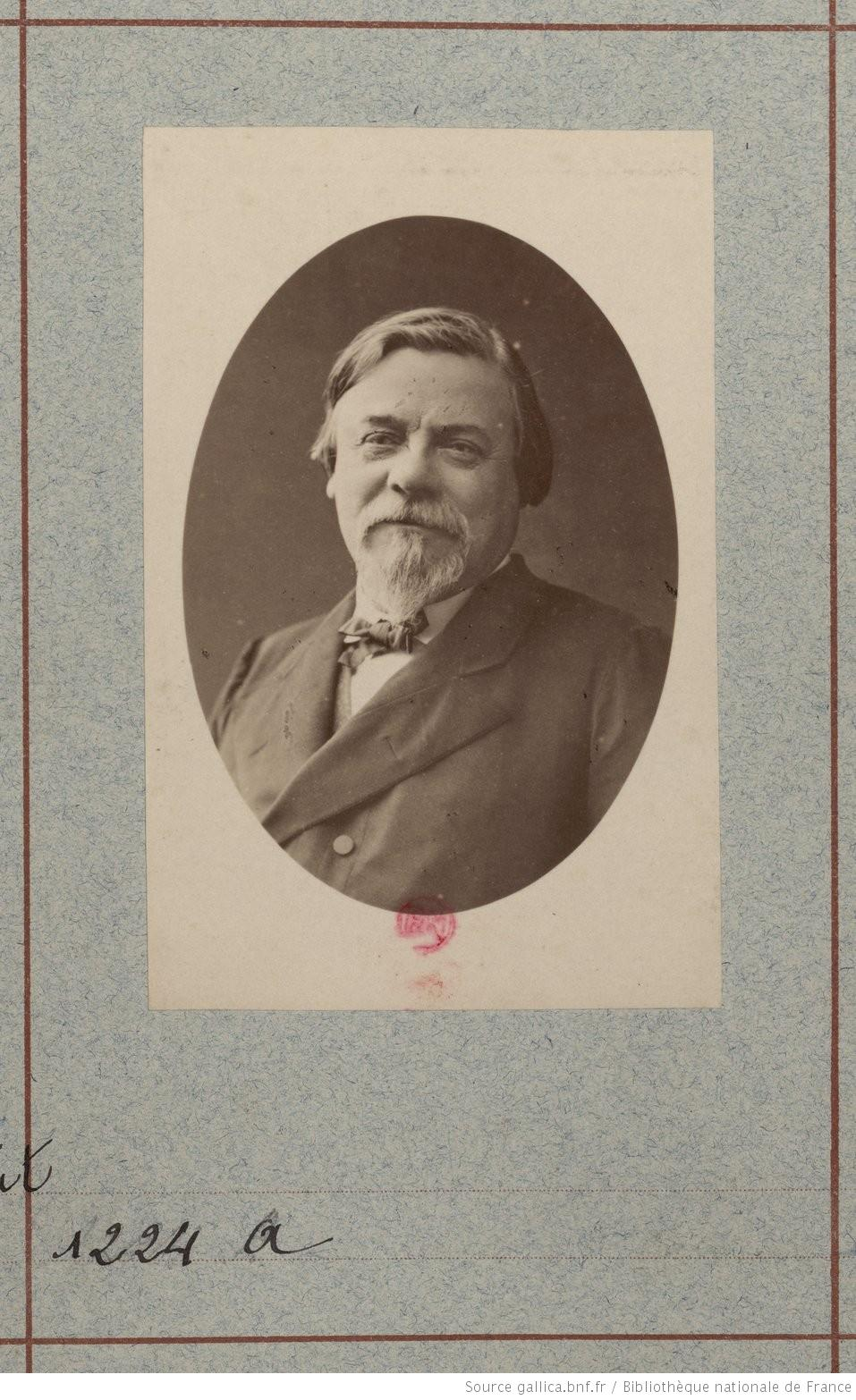
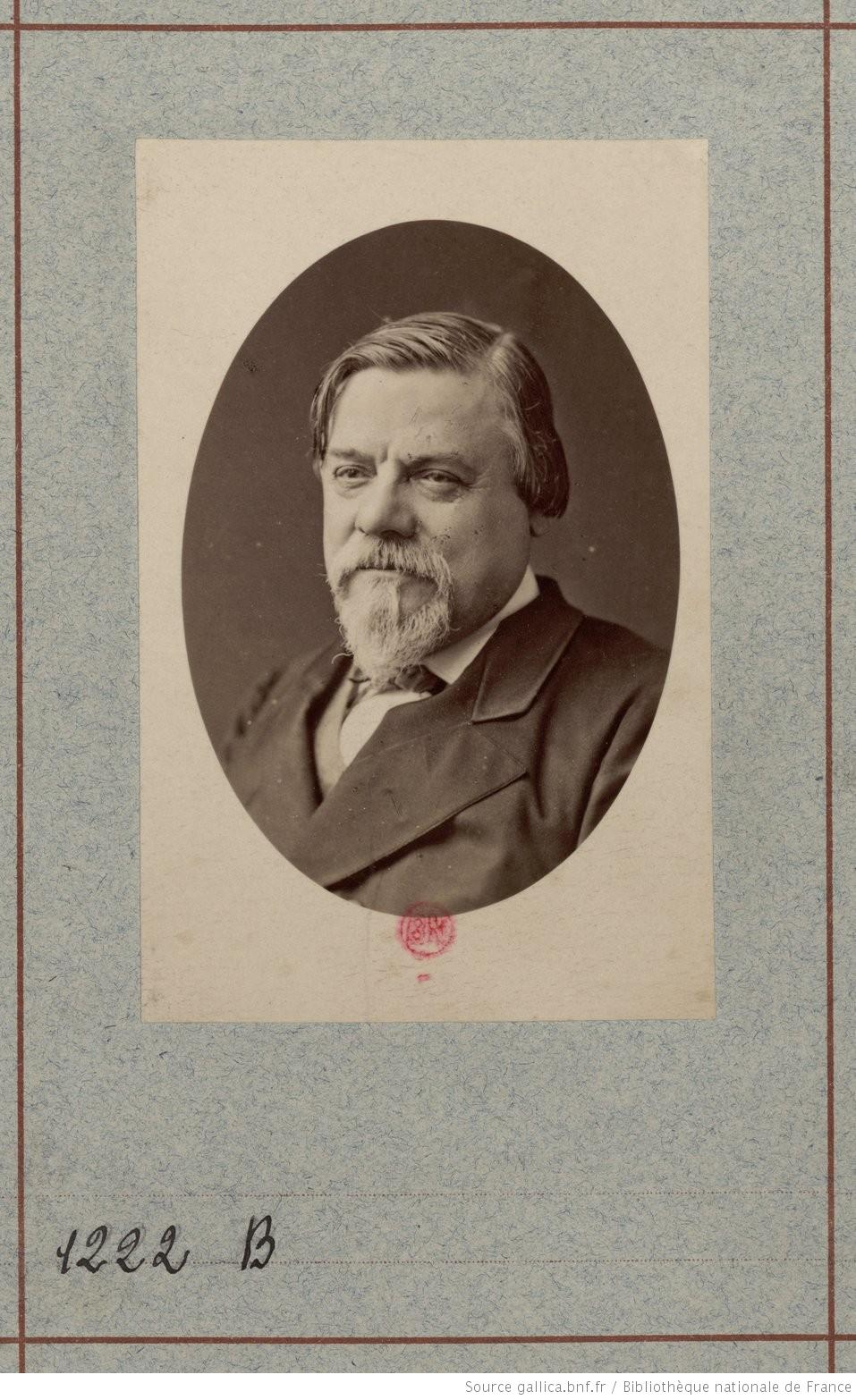
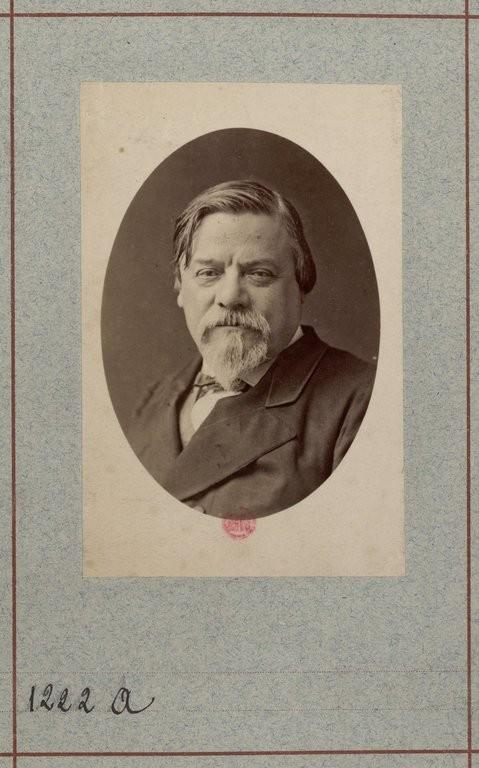

- Une rue de Chartres porte son nom : elle relie la rue du Soleil-d'Or à la rue de la Pie, Noël Parfait étant né dans cette dernière, au numéro 20.